# Ambasiella murmanica
Ambasiella murmanica är en kräftdjursart som först beskrevs av Breuggen 1905.  I den svenska databasen Dyntaxa används istället namnet Ambasia murmanica. Enligt Catalogue of Life ingår Ambasiella murmanica i släktet Ambasiella och familjen Lysianassidae, men enligt Dyntaxa är tillhörigheten istället släktet Ambasia och familjen Lysianassidae. Arten har ej påträffats i Sverige. Inga underarter finns listade i Catalogue of Life.